# Xian de Jingtai
Pour les articles homonymes, voir Jingtai.
Le xian de Jingtai (景泰县 ; pinyin : Jǐngtài Xiàn) est un district administratif de la province du Gansu en Chine. Il est placé sous la juridiction de la ville-préfecture de Baiyin.

## Démographie
La population du district était de 230 415 habitants en 1999.

## Événements
Le 21 mai 2021 se prodiit la catastrophe de l'ultramarathon du Gansu : de fortes intempéries soudaines (grêle, pluie verglaçante et fortes rafales de vent)  accompagnées d'une chûte brutale des températures causent la mort d'au moins 21 personnes participant à un ultra-trail de montagne sur le site touristique de la Forêt de pierres du fleuve Jaune.